# انوک لپری
انوک لپری (به انگلیسی: Anouck Lepere) (زاده ۱۳ فوریه ۱۹۷۹) مدل بلژیکی است.